# François Mansart
François Mansart (ur. 23 stycznia 1598 w Paryżu, zm. 23 września 1666, tamże) – architekt francuskiego baroku.

## Życiorys
Pochodził ze skromnej rodziny mistrza stolarskiego. Architektury uczył się u krewnego Germaina Gaultiera, który pracował z Salomonem de Brosse. Twórczość de Brossa wywarła duży wpływ na Mansarta. Mansart był perfekcjonistą i współpraca z nim nie była łatwa; mówiono, że potrafi zburzyć wznoszoną budowlę i zacząć pracę od nowa. Jego indywidualny styl czerpał z baroku, z tradycji francuskich, i z klasycyzmu. Wiele jego dzieł uległo przebudowie.

## Dzieła
- pałac w Maisons-Laffitte[1]
- kościół Val-de-Grâce w Paryżu - tylko początek budowy[1]
- zamek w Balleroy[1]
- zamek w Berny[2]
- świątynia w paryskiej dzielnicy Le Marais[1]
- Hôtel de Toulouse w Paryżu[3]
- Skrzydło Orleańskie zamku w Blois[1]
- Hôtel de la Vrillière w Paryżu[4]
- Hôtel de Guénégaud w Paryżu[5]
- Hôtel Carnavalet[6]
- Château de Villette w Condécourt[7]
- zamek w Guiry-en-Vexin[8]

Pracował między innymi dla kardynała Mazarin, dlatego około 1650 stał się celem ataków Frondy. Również król Ludwik XIV był mu mniej przychylny niż Ludwik XIII i regentka Anna Austriaczka. Jego projekty przebudowy Luwru i królewskiego mauzoleum w Saint-Denis zostały odrzucone.
Mimo tego wywarł wielki wpływ na architekturę, początkowo we Francji, a następnie w całej Europie. Spopularyzował on typ dachu na jego cześć nazwany mansardowym oraz plan w kształcie podkowy. Bardzo popularne pałace entre cour et jardin były wzorowane na jego projekcie pałacu w Maisons-Laffitte. Jules Hardouin-Mansart, architekt Ludwika XIV, był jego ciotecznym wnukiem.